# النظريات الحديثة لبياجيه للتطور المعرفي
تنتقد نظريات بياجيه الحديثة للنمو المعرفي نظرية جان بياجيه في التطور المعرفي.

## النظرة العامة
تهدف نظريات بياجيه الحديثة إلى تصحيح نقطة أو أكثر، من نقاط الضعف التالية في نظرية بياجيه:
- تقترح نظرية المرحلة التنموية لبياجيه، أن تطور الناس يتم من خلال مراحل مختلفة من التطور المعرفي، لكن نظريته لا تشرح بشكل كاف سبب حدوث التطور من مرحلة إلى أخرى. جادل منصور نياز موضحًا أن مراحل بياجيه كانت مجرد مجريات إرشادية لتطبيق نظرية التوازن.[1][2]
- لا تفسر نظرية بياجيه بشكل كاف الاختلافات الفردية في التطور المعرفي. أي أن النظرية لا تفسر حقيقة أن بعض الأفراد ينتقلون من مرحلة إلى أخرى بشكل أسرع من الأفراد الآخرين.
- فكرة المراحل العالمية للتطور المعرفي غير صحيحة. تشير الأبحاث إلى أن أداء شخص ما في سن معينة، قد يتغير من مجال لآخر (مثل فهم المفاهيم الاجتماعية أو الرياضية أو المكانية)، وبذلك لا يمكن وضع الشخص في مرحلة واحدة.[3]

لتصحيح نقاط الضعف المذكورة في نظرية بياجيه، أنتج العديد من الباحثين، المعروفين بمنظّري نظريات بياجيه الحديثة، نماذج من التطور المعرفي الذي يدمج مفاهيم من نظرية بياجيه مع مفاهيم أحدث من علم النفس المعرفي وعلم النفس التمايزي.

## نظرية خوان باسكوال ليون
في البداية، شرح منظرو نظريات بياجيه الحديثة، تعريف النمو المعرفي على طول مراحل بياجيه من خلال استحضار قدرة معالجة المعلومات بأنها سبب للتطور من مرحلة واحدة إلى مراحل الاختلافات الفردية الأخرى في معدل النمو. كان خوان باسكوال-ليون أول من تقدم وتطور في هذا الاتجاه.
جادل باسكوال ليون بأن الفكر الإنساني منظم على مستويين.
1. يُعرف المستوى الأول والأكثر أساسية، عن طريق القوة العقلية أو القدرة. وهذا يعني أن هذا المستوى يتضمن عمليات تحدد حجم ونوع المعلومات التي يمكن للفرد معالجتها. الذاكرة التي تعمل، هي مظهر من مظاهر القوة العقلية. عادة ما تُحدد سعة الذاكرة العاملة بالإشارة إلى عدد قطع المعلومات أو الوحدات التي يمكن للمرء أن يستوعبها دماغه في وقت واحد في لحظة معينة.
2. ينطوي المستوى الثاني على محتوى عقلي. بمعنى أنه يتضمن مفاهيم ومخططات حول العالم المادي والبيولوجي والاجتماعي، والرموز التي نستخدمها للإشارة، مثل الكلمات والأرقام والصور الذهنية. ويشمل أيضًا العمليات العقلية التي يمكننا القيام بها، مثل العمليات الحسابية باستعمال الأرقام، والتناوب الذهني على الصور الذهنية، إلخ.

اقترح باسكوال-ليون، أن زيادة عدد الوحدات العقلية التي يمكن للمرء احتضارها في وقت واحد، تجعله قادرًا على التعامل مع مفاهيم أكثر تعقيدًا. على سبيل المثال، يحتاج المرء إلى أن يكون قادرًا على وضع وحدتين في عقله حتى يتمكن من تحديد ما إذا كان رقم ما أكبر من رقم آخر. ليكون قادرًا على إضافتهما، يجب أن يكون الشخص قادرًا على الاحتفاظ بثلاث وحدات، أي الرقمين بالإضافة إلى العملية الحسابية التي سيُطبقها، مثل الجمع أو الطرح. ليتمكن من فهم عملية التناسب، يجب أن يكون الفرد قادرًا على أن يضع في عقله خمس وحدات، هي أزواج الأرقام المطلوب مقارنتهما وعلاقتهما.
وفقًا لباسكوال-ليون، فإن القوة الذهنية تساوي مخططًا واحدًا أو وحدة معلومات واحدة في عمر 2-3 سنوات وتزداد بوحدة واحدة كل سنة حتى تصل إلى 7 وحدات كحد أقصى في سن الخامسة عشر عامًا. ادعى أن المراحل السبع الكلاسيكية لبياجيه -المرحلة ما قبل التنفيذية، المرحلة الحسية، المرحلة التنفيذية في وقت مبكر، المرحلة التنفيذية في وقت متأخر، مرحلة الانتقال من التنفيذية الملموسة إلى التنفيذية الشكلية المحددة، المرحلة التنفيذية الشكلية المبكرة والتنفيذية الشكلية المتأخرة- تتطلب قوة عقلية من 1، 2، 3، 4، 5، 6، و 7 وحدات عقلية، على التوالي. امتلاك درجة عقلية أقل من القوة العقلية المطلوبة في كل مهمة، يجعل حل هذه المهمة مستحيلًا، لأنه لا يمكن تمثيل العلاقات الضرورية وحسابها. وبالتالي، فإن كل زيادة في القوة العقلية مع تقدم العمر تفتح الطريق لبناء مفاهيم ومهارات أخرى ليبلغ الفرد مستوى جديدًا من القدرات. إن نقص القوة الذهنية المثالية لسن معين أو تجاوزها، يؤدي إلى معدلات بنمو أبطأ أو أسرع من المعتاد.

## نظرية روبي كايس
استنادًا إلى ما قاله باسكوال-ليون، طور العديد من الباحثين نماذج بديلة لتنمية القدرات. رفض روبي كايس فكرة وصف التغييرات في قدرة المعالجة، بأنها تقدّم على طول خط التنمية الوحيد لباسكوال ليون. بدلاً من ذلك، أكد على أن تطوير قدرة المعالجة، سيسمح بإعادة استخدامه على مدار أربع مراحل رئيسية، وأن كل واحدة من هذه المراحل تتميز بنوع مختلف من الهياكل العقلية. تتوافق هذه المراحل مع مراحل بياجيه الرئيسية للفكر الحسي، المرحلة ما قبل التنفيذية، المرحلة التنفيذية الملموسة والمرحلة التنفيذية الشكلية المحددة. تتضمن كل مرحلة من هذه المراحل الأربع هياكل الرقابة التنفيذية الخاصة بها والتي تحددها وسيلة التمثيل ونوع العلاقات الممكنة في هذه المرحلة.

### هياكل الرقابة التنفيذية
تمكن هياكل الرقابة التنفيذية الشخص من:
1. تمثيل وضعية الإشكالية.
2. تحديد أهداف حل المشاكل.
3. تصور الاستراتيجية اللازمة لتحقيق الأهداف.

أكد كايس وجود أربعة أنواع من هياكل الرقابة التنفيذية:
1. الهياكل الحسية من عمر شهر إلى 18 شهرًا (أي التصورات والإجراءات، مثل الرؤية والاستيعاب).
2. هياكل ما بين العلاقات (العلائقية) من 18 شهرًا إلى 5 سنوات (أي التمثيلات الذهنية التي تمثل أشياء فعلية في البيئية، مثل الكلمات أو الصور الذهنية).
3. الهياكل البُعْدِيٌّة من 5 إلى 11 سنة (أي، تمثيلات عقلية مرتبطة ببعضها البعض من خلال علاقة ثابتة على سبيل الذكر، إمكانية ارتباط حالات معينة بحالات أخرى، مثل خط الرقم العقلي، إذ يمكن ربط كل رقم بكل رقم آخر).
4. الهياكل الاتجاهية من 11 إلى 19 سنة (أي العلاقات بين أبعاد المرحلة السابقة، مثل النسب التي تربط بعدين أو أكثر مع بعضها البعض).

جادل كايس أيضًا بأن التطور داخل كل مرحلة من هذه المراحل الرئيسية الأربعة يتطور على نفس التسلسل من المستويات المعقدة الأربعة التالية (وبالتالي، يمكن معالجة هياكل التعقيد المتزايد في كل من المستويات الأربعة):
1. توحيد العمليات (عندما يمكن التفكير في وحدة عقلية معينة خاصة بكل مرحلة من المراحل الرئيسية الأربع أعلاه والتعامل معها، مثل فعل ما في المرحلة الحسية، كلمة في المرحلة العلائقية، رقم في مرحلة الأبعاد، إلخ).
2. التنسيق أحادي البؤرة، (عندما تكون هناك وحدتان مترابطتان).
3. التنسيق ثنائي البؤرة، (عندما تكون ثلاث وحدات مترابطة فيما بينها).
4. تنسيق تفصيلي (عندما تكون الأربع الوحدات مترابطة فيما بينها).

وفقًا لكايس، فإن هذا التوسع في سعة تخزين الذاكرة قصيرة المدى، ناتج عن زيادة الكفاءة التشغيلية. وهذا يعني تحسن قيادة العمليات التي تحدد أنواع هياكل الرقابة التنفيذية، وبالتالي توفير مساحة لتمثيل الأهداف والغايات. على سبيل المثال، يصبح العد أسرع مع تقدم العمر، ما يمكّن الأطفال من الاحتفاظ بالمزيد من الأرقام في عقله.